# Cabeço das Fráguas
O Cabeço das Fráguas, também referido como Sítio Arqueológico do Cabeço das Fráguas e Povoado do Cabeço das Fráguas, é um povoado da Idade do Bronze e da Idade do Ferro localizado junto da Quinta de S. Domingos, no lugar de Cabeço da Senhora dos Prazeres, freguesia de Benespera do Município da Guarda, Distrito da Guarda.
A altitude do cabeço é de 1015 metros. No seu topo existe um planalto onde estavam implantadas as edificações religiosas, em todas as portelas existem vestígios de muralhas.
O acesso só é possível a pé e com alguma dificuldade, já que leva quase uma hora a subir o íngreme cabeço pelo flanco norte (o mais favorável para a subida).
Trata-se de um sítio arqueológico da maior importância, referente a um antigo local de culto a divindades lusitanas datado do séc. V a.C..
No topo do cabeço encontra-se uma escavação arqueológica que prova a existência de algumas edificações lusitanas possivelmente destinadas ao culto. A consubstanciar essa mesma ideia está a existência de uma das únicas inscrições em língua lusitana escrita com caracteres latinos.
Nas imediações do cabeço foram encontradas 20 aras religiosas contemporâneas dos lusitanos, o que se reveste da maior importância já que, por comparação, em toda a província vizinha de Salamanca, Espanha apenas existem 18 aras.
Pensa-se que o cabeço poderá ser o local da morte de Viriato e das suas possíveis cerimónias fúnebres sob a forma de cremação em pira funerária. Podendo por isso ser o equivalente ao túmulo em outras culturas fúnebres.

## Inscrição na laje
Na inscrição na laje pode ler-se:
OILAM. TREBOPALA.
INDI. PORCOM. LAE(uel B)BO.
OMAIAM. ICCONA. LOIM/INNA. OILAM. VSSEAM.
TREBARVNE. INDI. TAVROM./ IFADEM [...?]
REVE. TRE [...]
Que segundo uma das traduções mais consensuais:[carece de fontes?]
A Trebopala uma ovelha e a Laebo um porco,
a Iccona Loiminna uma vaca,
a Trebaruna uma ovelha de um ano
e a Reva Tre-(?) um touro de cobrição”
A inscrição na laje foi reproduzida com auxílio de um equipamento scanner laser e um molde da mesma encontra-se exposto no museu da Guarda.